# Joomla!
Joomla!是一套自由、開放原始碼的內容管理系統，以PHP撰寫，用於發佈內容在万维网與内部网，通常被用來搭建商業網站、個人部落格、資訊管理系統、Web 服務等，還可以進行二次開發以擴充使用範圍。其功能包含可提高效能的頁面快取、RSS饋送、頁面的可列印版本、新聞摘要、部落格、投票、網站搜尋、與語言國際化。Joomla!是一套自由的開源軟體，使用GPL授權，任何人隨時都能下載 Joomla! 並立即使用它。

## 歷史
Joomla!在2006年與2011年皆獲得Packt頒發的最佳開源內容管理系統獎。
第一個發行版本的Joomla! (1.0.0)發佈於 （页面存档备份，存于）2005年9月16日。是由Mambo 4.5.2.3版加上安全性修正後所分支發展的版本。
Joomla! 1.5 (2007年)則以全新的 MVC 框架為基礎完全重寫程式碼，是當時少數同時兼容 PHP4 與 5 的大型應用程式。。
Joomla! 1.6 (2011年)再度以 PHP 5 為基礎大幅度更改框架系統，加入ACL權限控管、更新機制、多層次分類並內建多國語系等等，替開發者提供了更強大的開發流程。
Joomla! 1.7 (2011年)開始抽出框架層，將 CMS 與核心框架分離，提供未來更多的更新空間。此時期的框架層開始支援 PHP CLI 命令列程式與 Daemon 守護進程編寫、並能夠獨立開發Web應用程式。
Joomla! 2.5 (2012年)開始支援多種資料庫，並提供更多核心功能的升級，使得2.5成為長期支援版(LTS)，是3.x以前最穩定、使用數量最多的版本。
Joomla! 3.0 (2012年)引入Twitter Bootstrap，並組成 JUX 小組，全面升級系統的前後台UI機制，除了提供大量開發前端工具外，搭配全新設計的isis後台，讓Joomla!成為世界第一套內建行動版後台的內容管理系統。
Joomla! 3.1 (2013年)加入標籤功能(Tags)進入到核心標準，除了內建文章外，第三方擴充套件也可以自由使用全新的標籤功能，並且移除了年久失修的程式碼高亮度外掛。
Joomla!Framework (2013年)全新的 Full-Stack Web 開發框架，擺脫 CMS 束縛，提供更多新標準如 HMVC, Lazy Loading, PSR coding standard, PHP namespace, Autoloader, RESTful 等等。
Joomla! 3.2 (2013年)加入文章版本控管與線上 App store 功能，現在可以從網站後台直接下載安裝擴充套件。除此之外 CMS 部分開始支援 PSR-0 ，開發者將能夠更輕易整合目前流行的函式庫。
Joomla! 3.4(2015年二月) 正式版發佈，提供更強大的後台UI，並逐步將核心輕量化，部分核心元件能夠移除或者事後再安裝。
Joomla! 3.5 (2016年三月) 開始支援 PHP7，提供自動更新通知，強化安全性，並進一步加強了許多後台 UX。
Joomla! 3.6 (2016年七月) 進一步強化後台 UX，能夠更方便的管理選單與分類內容，也提供開發者更便利的表單API。
Joomla! 3.7 (2017年四月) 加入社群期待已久的自訂欄位功能，從核心提供 CCK 應用的基礎，也支援拖拉上傳安裝擴充建套件，自訂後台選單等等大量操作流程強化。
Joomla! 3.8 (2017年九月) 提供數個核心改進，例如更現代化的路由系統、最先進的 Sodium 加密演算法，還有大量核心程式碼的升級。最重要的是開始加入未來 Joomla! 4 的相容中介層，提供第三方應用遷移的準備時間。
Joomla! 3.9 (2018年十月) 發佈3.9.0版本，原本3.9是作為4.x與3.x版本的最後緩衝版本，但為了修改系統核心以支援GDPR規範，3.9成為獨立的Joomla!版本。

## 發展路線
目前的 Joomla! 3.x 皆為 STS 短期支援，預計最近的一版 LTS 長期支援版會是 3.5。Joomla! 4 則預計將移除許多 PHP 5.2 時代的殘留程式碼，整合前後台 Application 為單一入口，並導入 Composer 與 PSR 等目前流行的先進開發技術。而從 Joomla! 3.x 開始加入的 UCM (Unified Content Model) 統一內容模型將成為往後版本建立 CCK 應用的基礎。 
Joomla!從2014年4月25日停止分為LTS、STS長短期支援的模式，以求能夠更快的更新系統、加入新的技術，不受LTS的制約，自Joomla!3.3之後，每一個第二位版號都是穩定版本，並代表著系統的修改，生命盡頭在下一位版號發佈，如3.4版之後就終結3.3版生命週期 （页面存档备份，存于），第三位版號代表的是更新修正檔發佈，而第一位版號代表的是大幅度的調整更新。 
3.8 至 3.9 是 3.x 系列的最後兩個版本，除了大量將原有程式碼升級到最現代化的水準之外，也開始提供相容未來 Joomla! 4 的中介層。 
因為GDPR的原因，3.9成為獨立的發布版本，4.x版本的時間則向後推延。直到2019/09/21發佈的版本為3.9.12，發佈原因為漏洞修補。
3.10將成為3.x系列的最後一個版本，單純為Joomla! 4.0的降階版本，作為3.x過渡到4.x的緩衝，給予Joomla!網站管理員測試並升級4.0版本的過度。預期3.9.10將與Joomla! 4.0同時發佈。
Joomla! 4 是下一代Jomla!的版本，作為第一位版本號，Joomla!核心與介面都將有大幅度的變動，主要特點是改用 Bootstrap4 、 Frameworks 2.0 並加入大量現代化前端技術如 Web component 、CSS Grid 與 Flex box 等，因此將放棄對舊型瀏覽器的支援度。另外核心程式碼也經過大量改寫，全面採用現代化 PHP 的開發標準，是自 1.6 以來最大的核心更動。且Joomla! 4 的php版本最低要求為 PHP 7.0，這是因為PHP 7.0提供了更好的運作效能，且為了能夠繼續朝向未來的發展方向靠攏。Joomla! 4.0最新的開發版本為2019年8月19日發佈的4.0.0 Alpha 11，預期將於2019年末或者2020年初發佈4.0 Bata，2020下半年度Joomla! 4.0正式發表。

## Joomla! 名稱的由來
Joomla!來自斯瓦希里语的英文串法，意思是「all together」或「as a whole」。
它不單純只代表內容管理系統，而是一個品牌名稱。除了 Joomla!CMS 以外，另外還有 Joomla!Platform 與 Joomla!Framework 等相關的開源Web框架專案正在進行中。

### 其他
在2010年4月，微軟簽署了 Joomla!的貢獻者協議（Joomla! Contributor Agreement）。
提供WinCache這個針對在IIS下的PHP快取加速器。

## 架構
- 框架層

Joomla!Platform 與 Joomla! Framework。以上兩者的框架層已支援 PSR-0, HMVC, RESTful 等現代標準。而 CMS 因為歷史包袱僅支援Legacy模式的功能，暫時還無法發揮框架層的全部特色。
- 函式庫

PHPMailer, Simple Pie等等
- 應用層

前後台各自為延伸自框架層的實體應用程式 (Application)，並共用資料表。
- 擴充套件 (Extensions)

分為元件(Component)、模組(Module)與外掛(Plugin)三種型式，核心功能如內容管理、媒體管理、選單系統皆是擴充套件的一環。每個元件皆採 MVC 架構開發，並由應用層的Router依據網址的約定原則指向到不同的元件管理頁面。
- 顯示層

支援 HTML, XML, JSON, Feed 等多種形式的顯示格式，用來面對不同類型的應用。
- 模板

採用自製的模板引擎，並提供元件與模組的覆蓋輸出，可以在模板中藉由增加程式檔案的方式輕易取代內建顯示畫面，而無須Hack原始碼。
- 前端工具

集成 MooTools, jQuery, jQuery UI, , LESS與IcoMoon等前端輔助框架或工具，方便設計師設計功能強大的UI

## 資料庫支援
至2013年推出的3.1版為止，Joomla!已支援5種資料庫，分別是:
- MySQL
- Oracle
- PostgreSQL
- SQL Server
- SQLite (目前僅框架層支援)

## 網站伺服器支援
目前Joomla!直接支援的伺服器软件為Apache與IIS，除此之外經過簡單配置也可以運行在nginx與Lighttpd上。

## 書籍

### 英文書籍
- Marriott, Jennifer; Waring, Elin. . Addison-Wesley Professional. 2010. ISBN 0-321-70421-5.
- Dawson, Brandon; Canavan, Tom, , Packt Publishing, 2007, ISBN 1847191401
- Graf, Hagen. . Packt Publishing. 2006. ISBN 1904811949.
- Graf, Hagen. . Packt Publishing. 2007. ISBN 1847192386.
- Graf, Hagen. . Packt Publishing. 2008. ISBN 184719530X.
- LeBlanc, Joseph. . Packt Publishing. 2007. ISBN 1847191304.
- North, Barrie. . LuLu. 2007. ISBN 9780615146751.
- North, Barrie. . Prentice Hall PTR. 2007. ISBN 9780136135609.
- Rahmel, Dan. . Apress. 2007. ISBN 1590598482.
- Rahmel, Dan. . Wrox. 2007. ISBN 978-0-470-13394-1.

### 中文書籍
- 陈红飞. . 电子工业出版社. 2009. ISBN 978-7-121-07658-9.
- 歐展嘉. . 松崗. 2007. ISBN 978-986-125-971-0.
- 王永福. . 碁峰. 2007. ISBN 978-986-181-268-7.
- 王永福 / 董羿廷. . 碁峰. 2009. ISBN 978-986-181-772-9.
- 郭, 順能. . 臺灣: 碁峰. 2011  [2017-11-16]. ISBN 978-986-276-328-5. （原始内容存档于2020-09-22）.
- 郭, 順能. . 臺灣: 碁峰. 2012  [2017-11-16]. ISBN 978-986-276-563-0. （原始内容存档于2020-09-22）.
- 洪聖惠. . 上奇資訊. 2013. ISBN 978-986-257-684-7.
- 李, 順能. . 臺灣: 碁峰. 2013: 328  [2017-11-16]. ISBN 978-986-276-942-3. （原始内容存档于2020-09-22）.
- 李, 順能. . 臺灣: 碁峰. 2015: 688  [2017-11-16]. ISBN 978-986-347-682-5. （原始内容存档于2020-09-22）.
- 李, 順能. . 臺灣: 碁峰. 2018: 416  [2018-07-24]. ISBN 978-986-476-848-6. （原始内容存档于2020-09-22）.

## 參照
1. ↑  . Packt Publishing. 2006-11-14  [2007-03-08]. （原始内容存档于2007-03-06）.
2. ↑  .   [2007-06-29]. （原始内容存档于2007-07-01）.
3. ↑  Joomla!Framework Controller Usage
4. ↑  . 2018-10-30  [2019-10-28]. （原始内容存档于2021-01-11）.
5. ↑  . Joomla! Developer Network™. 2019-09-24  [2019-10-28]. （原始内容存档于2020-10-25）.
6. ↑  . 2019-08-13  [2019-10-28]. （原始内容存档于2021-01-11）.
7. ↑  Babker, Michael. . Joomla! Developer Network™.   [2017-11-09]. （原始内容存档于2020-11-11） （英国英语）.
8. ↑  .   [2010-05-26]. （原始内容存档于2016-03-04）.
9. ↑  .   [2010-05-26]. （原始内容存档于2013-05-16）.
10. ↑  .   [2010-05-26]. （原始内容存档于2015-01-13）.

## 相關
- 內容管理系統列表

## 外部連結
- https://www.joomla.org - Joomla!官方網站（页面存档备份，存于）
- Joomla! Framework - Joomla@ 框架官網 （页面存档备份，存于）
- 台灣 Joomla! 社群 - Joomla!中文官方網站 （页面存档备份，存于）
- 中的“Joomla!”
- 華燈初上 - Joomler 李順能 (郭順能) 建立的 Joomla! 資訊網站 （页面存档备份，存于）

IRC
- #joomla[永久]